# Јовандић
Јовандић је српско и хрватско презиме које води порекло из области око Мркоњић Града ка Грмечу и из Белог манастира. Одатле се већи део носилаца овог презимена преселио у Западну Славонију. Данас их има по Србији (Београд, Нови Сад, Младеновац...) и Републици Српској (у селу Подградци између Градишке и Дубице), али и у Суњи код Сиска, Медисону и Чикагу у Сједињеним Америчким Државама, као и у Перту у Аустралији.